# Josef Štěp
Josef Štěp (2. března 1863 Mokré - 21. března 1926 Příbram) byl příbramský horník, mimo jiné také přednosta Státní báňské a hutní správy v Jáchymově.

## Život
Studoval na reálce v Hradci Králové, dále studoval Vysokou školu technickou v Praze a Vysokou školu báňskou v Příbrami. Do Státní báňské služby nastoupil 20. listopadu 1889. V roce 1892 byl přeložen z Jáchymova do Klausenu a v roce 1893 je jmenován huťmistrem v Celji. V roce 1896 byl ustanoven na vlastní žádost závodním na dole Werner v Jáchymově. Ing. Štěp pracoval v Jáchymově trvale od roku 1896. Tehdy nastoupil na dole Werner jako hormistr. V roce 1908 se stal přednostou Státní báňské a hutní správy v Jáchymově. Po různých funkcích byl v roce 1920 jmenován ministerským radou. Pro své jednání byl oblíben nejen u horníků, kterými byl nazýván otcem hornictva, ale i u nehornického obyvatelstva. A to u českého i německého. Jeho přednášky byly vyhledávány ve městě samotném i v Praze a Vídni. V roce 1909 přijel do Jáchymova anglický král Edward, a to speciálně na Štěpovu přednášku. V roce 1912 byly jeho přednášky pod názvem Das Radium und seine Eigenschaften vydány knižně. Štěp také vynalezl a vyráběl spinathariskop, přístroj pomocí kterého šlo pozorovat částice alfa. Díky své spolupráci s Marií Curie - Sklodowskou zkoumal i radioaktivitu a stál u vzniku lázní v Jáchymově. Radioaktivitu jáchymovských pramenů zjistil v roce 1906.
Ještě v roce 1908 ministr Buquoy pověřil Ing. Štěpa zachycením pramenů a vybudováním vodovodu ve štole Daniel. Voda tak měla být svedena až k ústí štoly (to je dnes skryto pod kruhovým objezdem). Po skončení prací proběhla u ústí štoly malá oslava. Na tu vzpomínal Štěp takto: "Při vyfárání jsme byli přivítáni hornickou hudbou a pozdrav Glück auf zněl z mnoha hrdel. V závěru slavnosti se vodovod otevřel a voda z něj v mocném proudu do výše deseti metrů na způsob karlovarského Vřídla tryskala."
Později Štěp odešel do Příbrami, ale na Jáchymov si zachoval pevné vazby. Proto když v roce 1924 odcházel do důchodu, loučila se s ním i delegace včetně starosty, radních a slavnostně oblečených horníků. Při loučení mu také hrála jáchymovská hornická kapela.
Po jeho smrti v roce 1926 městská rada v Jáchymově vyvěsila po městě smuteční prapory. Na pohřeb v Příbrami dorazila z Jáchymova smuteční delegace a po Štěpovi byla pojmenována ulice. Dokonce město otisklo i nekrolog v Jáchymovských novinách. Ty byly díky skladbě obyvatelstva města německé a Štěp je jediným Čechem v historii, který došel této pocty.